# Андроникос, Манолис
Манолис Андроникос (греч. Μανώλης Ανδρόνικος; 23 октября 1919, Бурса, Турция — 30 марта 1992, Салоники) — греческий археолог, профессор Аристотелевского университета в Салониках.

## Биография
Родился 23 октября 1919 года в вифинийской Прусе (сегодняшней турецкой Бурсе). В 1923 году его семья, вместе с тысячами греческих беженцев из Малой Азии, нашла убежище в македонской столице, городе Салоники, где он и вырос.
Окончил философский факультет Афинского университета и в 1952 г. стал профессором Классической археологии, Аристотелевского университета в Салониках. Позже он продолжил учёбу в Оксфорде (1954—1955), у известного профессора сэра Джона Бизли. Вернулся в Аристотелевский университет в 1957 году и в 1964 году стал его профессором. Проводил раскопки в Верии, Наусе, Килкис, п-ве Халкидики и в Салониках, но главным событием его жизни стали раскопки в Вергине.
Умер в Салониках 30 марта 1992 года.

## Раскопки в Вергине
8 ноября 1977 года состоялось одно из величайших археологических открытий XX века: Андроникос раскопал, как он полагал, могилу царя Македонии Филиппа II в древней столице Македонии городе Эги (др.-греч. Αἰγαί), которая находилась у современного селения Вергина. С этим соглашаются многие археологи, но есть и научные мнения, которые расходятся с идентификацией Андроникоса. Захоронение содержало уникальные артефакты: золотой ларнакс (ковчег-саркофаг), золотые венки, фрески и др. Первоначально находки были вывезены на хранение в Археологический музей Салоник, но в конце 1990-х возвращены в Вергину.
Судя по богатству и роскоши захоронения, оно однозначно принадлежало неким членам царской семьи. После анализа останков и установления их соответствия историческим свидетельствам (ранения глаза и ноги) Андроникос заявил археологическому сообществу, что наиболее богатая и фундаментальная могила принадлежит Филиппу II.

### Значение
Древнейшая столица Македонии Эги (Вергина) вместе с городом-святилищем Дион (греч. Διον) у северного склона Олимпа, позднейшей столицей Македонии Пеллой и нынешней столицей Салониками составляют историческое и туристическое «Кольцо Македонии».
Андроникос написал большое количество научных трудов по результатам раскопок и популярную книгу «Вергина: могилы царей». Не был политиком; всю свою жизнь посвятил археологии. Но касаясь деликатной проблемы, возникшей после Второй мировой войны, а именно попыток узурпации греческого имени Македонии и её истории северным славяноязычным государством, он писал в своей книге «Греческое сокровище»:
Находки Вергины заняли достойное место в истории древнего греческого искусства… Настенные росписи могил базилевсов, портреты Филиппа и Александра, уникальное оружие, серебряные сосуды, шедевры из золота - все это высочайшие образцы в своем виде. Но самое основное то, что Македония показала своё настоящее лицо, и мы убедились в том, что у эллинистической культуры, распространившейся по всему Востоку, после походов Александра, были глубокие корни в этой северной греческой земле, которую до того многие считали землей отсталых землевладельцев и неотесанных крестьян. Самым неоспоримым образом эти находки подтверждают слова Страбона: „и Македония — это Греция“ (греч. Εστι Ελλας και η Μακεδονια).
После Вергины Андроникос стал членом многих археологических обществ и академий.